# 菩提樹 (映画)
『菩提樹』（ぼだいじゅ、原題：独: Die Trapp-Familie、和訳: トラップ一家）は、1956年の西ドイツ映画である。邦題は劇中に登場するシューベルトの歌曲から取られている。

## 概要
マリア・フォン・トラップによる自叙伝『トラップ・ファミリー合唱団物語』の前編（オーストリア編）を原作としている。
トラップファミリーがアメリカに亡命するまでを描いており、続編の『続・菩提樹』では亡命後のトラップファミリーが描かれている。ブロードウェイミュージカル『サウンド・オブ・ミュージック』およびアメリカ映画『サウンド・オブ・ミュージック』の先行作品で、史実との相違点が多いそちらに比べ、本作の内容は史実及び原作に比較的忠実になっている。

## あらすじ
見習い修道女マリアはザルツブルクのノンベルク修道院学校で子供たちにドイツ語を教えていた。しかし彼女は口笛を吹いたり、階段の欄干を使ってすべり下りるなど厳しい規則に無頓着な娘。ある日修道院長はマリアを呼び、9ヶ月間ゲオルク・フォン・トラップ男爵の子供たちの家庭教師として赴任するよう諭す。
かくしてトラップ邸を訪ねたマリアだったが、白い制服姿の息子ふたりと娘5人が、ホイッスルの音で軍隊式に歩くトラップ家の厳しい規律を見て異様に思う。そこでゲオルクがウィーンで婚約者イヴォンヌ姫といる隙に、マリアは子供達を庭で遊ばせるのだった。これを知ったゲオルクは激しく怒り、マリアを解雇しようとするが、彼は子供たちの歌声を聞いて考えを変え、マリアが家庭教師を続けることを許す。
クリスマスの祝日にイヴォンヌ姫が屋敷にやって来る。彼女は冗談で「ゲオルクがマリアに恋をしている」と言うのだが、ゲオルクはそれをきっかけとして実際にマリアへの愛情を認識。マリアに結婚か天主への献身かを選択させる。マリアは修道院へ戻り院長の助言を聞いた上で、改めてゲオルクに求婚し男爵夫人となる。
1930年代、経済状況の変化でザルツブルクも影響を受けた。ゲオルクの親友で銀行家のグルーバーは、ナチス政権の経済措置を原因として自らの経営する銀行が破産しそうになっていた。ゲオルクは親友を助けるために、財産を彼の銀行口座に振り込む。一方その頃、教会へのオルガンの寄贈を依頼しにトラップ家を訪れた教会合唱音楽の専門家であるフランツ・ヴァスナー神父は、子供達の歌声を聴いて家族合唱団の音楽指導を受け入れる。それから間もなくして、グルーバーの自殺が新聞で報じられ、トラップ家は財産を失う。
マリアはそれでも悲観せず屋敷を観光ホテルとして開業した。同じ頃、子供らのうち長男のルペルトと次男のヴェルナーは市内でポスターを見て、秘密裏に合唱コンクールへの参加を申し込む。ゲオルクは当日まで家族の参加に反対していたが、トラップ一家は最優秀賞を獲得。彼らの歌に感動したアメリカの興行師ゼーミッシュはアメリカでの公演を依頼し、ラジオ放送を聞いたシュシュニック連邦首相もトラップ家族を国家行事に招待する。しかしナチス・ドイツのオーストリア併合により、シュシュニックは退任し、その行事は取り消され、ホテルに滞在していた海外からの宿泊客も逃げ出すように帰国して行った。
そんな中、実は以前からナチス党員であったトラップ家の執事フランツは、併合を機に屋敷にハーケンクロイツ旗を掲げる事を提案。しかし愛する祖国オーストリアを軍事力によって併合したナチスを支持しないゲオルクは、それを拒否する。やがて屋敷にやって来たナチ党員は、ハーケンクロイツを掲げない事やグルーバーへの援助を売国行為だと口汚く非難した挙句、マリアを侮辱。かっとなったゲオルクは彼を殴打してしまい、いよいよ逮捕を仄めかされるまでに追い込まれる。マリアはゼーミッシュの提案を受け入れ、アメリカに行こうとゲオルクを説得する。一家は「ハイキング」と称して夜中に荷物を背負い屋敷を出る。執事フランツは事態を察したが、長年仕えてきたトラップ家への忠誠を重視し、亡命を助けるのだった。
トラップ一家はニューヨークに到着。ヴァスナー神父と共に上陸許可を受けるため、窓の外に自由の女神像が見えるエリス島の合衆国移民局の広間に座り込んでいた。そこにはアメリカ入国を求める人々が何ヶ月も閉じ込められていた。というのも、ゼーミッシュのボスであるペトロフはオーストリア民謡や宗教曲の合唱というトラップ一家に興行的魅力を感じず、保証人となることを拒否したのだ。さらにペトロフはゼーミッシュと共に移民局にやってきて、トラップ一家の強制送還を要求する。せめて歌を聞いてほしいというマリアの懇願もペトロフははね除けるが、入国審査官の機転で広間から出られなくなったペトロフの前で、一家は「菩提樹」の合唱を披露。その歌声に感心したペトロフは一転、トラップ一家のアメリカ公演を決定する。

## キャスト
- マリア・トラップ：ルート・ロイヴェリク
- トラップ男爵：ハンス・ホルト（ドイツ語版）
- ヴァスナー神父：ヨゼフ・マインラート（ドイツ語版）
- ヴェルナー・フォン・トラップ：ミハエル・アンデ
- グルーバー：フリードリヒ・ドミン